# Перуанська течія

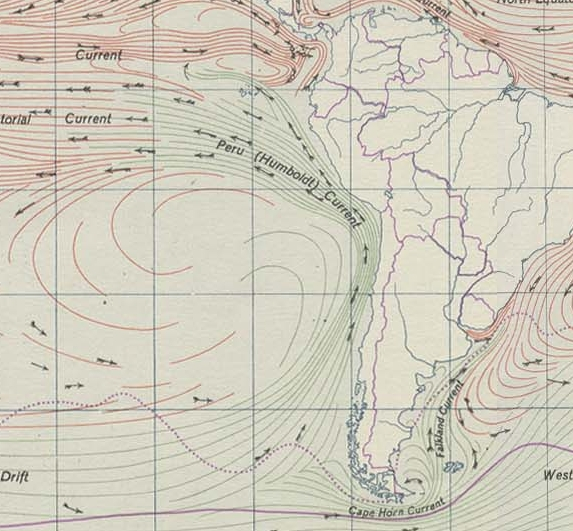
Течія Гумбольдта (Перуанська течія)

Перуа́нська течія́ (течія Гумбольдта) — холодна поверхнева течія в Тихому океані, що є гілкою Антарктичної циркумполярної течії. Рухається з півдня на північ між 4° і 45° південної широти уздовж західних берегів Перу і Чилі.
Швидкість 1,2 км/год, витрата води — 13—22 млн м³ за секунду, температура води від 13 до 22 °C.
Деякі дослідники виділяють в Перуанській течії прибережну і океанічну, між якими проходить Південна Перуано-Чилійська протитечія.
Близько 4° південної широти Перуанська течія відхиляється на захід і зливається з південною Пасатною течією.
У східній частині Тихого океану, в прибережній зоні Південної Америки, спостерігаються незвичайні течії, які називають іспанськими словами — Ель-Ніньйо («маля-хлопчик») і Ла-Нінья («маля-дівчинка»). Під час Ель-Ніньйо зазвичай холодна вода біля берегів екваторіальної зони стає на 4-6 °C теплішою. Це спричиняє масову загибель риби, морських тварин, птахів. Водночас починаються зливи і повені на суходолі та шторми на морі. Однак коли з'являється Ла-Нінья, усі ці природні негаразди раптово припиняються так само, як і розпочалися.